# Бриен-ле-Шато

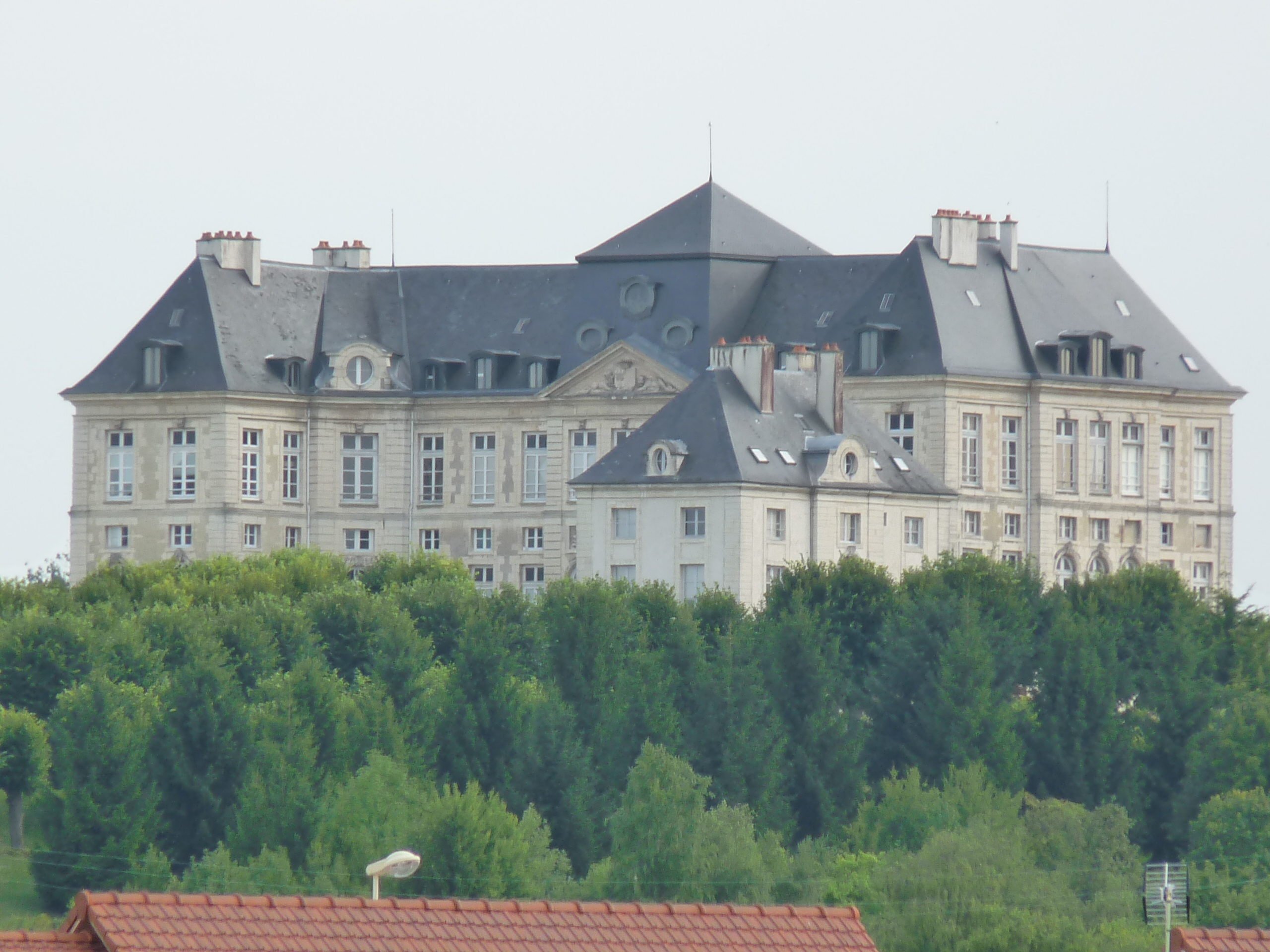
Дворец-замок в Бриенне

Бриенн-ле-Шато (фр. Brienne-le-Château) — небольшая (3,3 тыс. жит.) коммуна на берегу реки Об в одноимённом департаменте Франции в 35 км северо-восточнее Труа. Соседствует с древним селом Бриенн-ле-Вьёй (Brienne-le-Vielle).
В Средние века Бриеннский замок служил гнездом феодального рода де Бриеннов (см. графство Бриенн). Его последним владельцем был кардинал де Бриенн, министр финансов при Людовике XVI. Он выстроил живописный дворец-замок, остающийся основной достропримечательностью города.
В конце XVIII века в Бриенне действовала военная школа (ныне музей), где в 1779—1784 годах учился Наполеон. В память об этом Наполеон III велел переименовать город в Бриенн-Наполеон (Brienne-Napoléon). Это название сохранялось до 1881 года.
Упорное сопротивление, оказанное Наполеону русской пехотой у Бриенна 29 января 1814 года (см. сражение при Бриенне), помешало ему разбить по частям Силезскую армию Блюхера и дало возможность союзникам сосредоточить свои растянутые силы на позиции перед Ла-Ротьером. Город горел во время этого сражения и повторно в 1940 году. В память о бое получил название парусный линейный корабль русского флота. 74-пушечный корабль «Бриен» вошёл в состав Черноморского флота в ноябре 1813 года.